# Sr. Kubrick, ¿qué haría usted?
Sr. Kubrick, ¿qué haría usted? es el segundo álbum de la cantante española La Prohibida, publicado en 2009.
El disco se centró en temas como el espacio exterior, la ciencia, el amor y el glam, e incorporó sonidos del french touch junto a otros tecno-pop. Sus sencillos fueron «Terechkova» y «Cuando dos electrones chocan», de los que se estrenaron videos musicales en 2010. En 2011 se puso a la venta la edición mexicana del álbum.

## Lista de canciones
1. Terechkova
2. Cuando dos electrones chocan
3. One way interrail
4. La conexión
5. La química me ha dado lo que tú no me das
6. Estás donde tienes que estar
7. Esto no es amor
8. Yo en Saturno, tú en Aranjuez
9. Nunca más (con Spunky)
10. Menos Mal
11. Sr. Kubrick, ¿qué haría usted?
12. El mundo alrededor